# 土浦市立都和南小学校
土浦市立都和南小学校（つちうらしりつつわみなみしょうがっこう）は茨城県土浦市常名にある公立小学校。

## 沿革
- 1983年（昭和58年） - 土浦市立都和小学校より分離し新規開校[1][2]。

## 通学区域
（この節の出典）
- 並木（一 - 五丁目）
- 東並木町
- 西並木町
- 常名の一部
- 都和（一・四丁目）

## 進学先中学校
- 土浦市立都和中学校

## 特記事項
- 校訓は「なかよく・かしこく・たくましく」。